# Neea grandis
Neea grandis är en underblomsväxtart som beskrevs av Bassett Maguire och Julian Alfred Steyermark. Neea grandis ingår i släktet Neea och familjen underblomsväxter. Inga underarter finns listade i Catalogue of Life.